# Nógrád (historisch comitaat)
Het comitaat Nógrád (Duits: Komitat Neograd, Slowaaks:Novohradská župa) was een historisch comitaat net benoorden het midden van het koninkrijk Hongarije. Dit comitaat bestond vanaf de 11e eeuw tot 1950 in zijn historische context. Het noordelijke deel hoort vanaf 1920 bij Slowakije (het toenmalige Tsjecho-Slowakije, in de Tweede Wereldoorlog hoorde het hele gebied weer bij het koninkrijk Hongarije (1920-1946).
Tegenwoordig is het deels onderdeel van Slowakije en is er een deel dat bij Hongarije hoort en nog steeds onderdeel van het hernieuwde Nógrád (comitaat) stammend uit 1950.

## Ligging

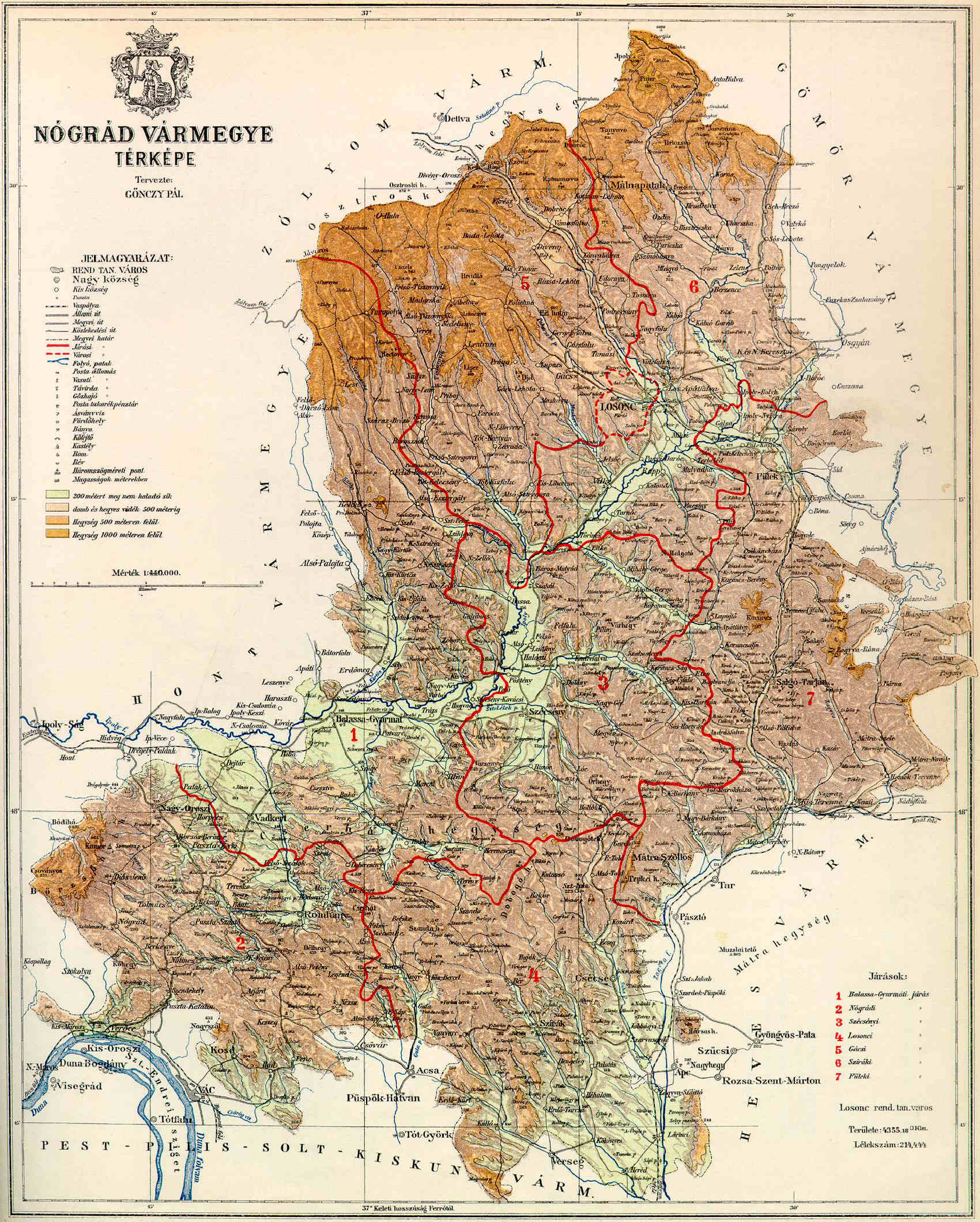
Kaart van het Comitaat Nógrád in 1890

Het comitaat grensde aan de comitaten Hont (comitaat), Zólyom, Gömör és Kis-Hont, Heves en het Pest-Pilis-Solt-Kiskun. De rivier de Ipeľ / Ipoly / Eipel en een aantal andere bergrivieren stroomde door het gebied. Het gebied is een bergachtig landschap, in de zuidwesthoek grensde het comitaat aan de Donau. In het Slowaakse deel van het gebied wordt het gebied informeel Novohrad genoemd.

## Districten
| Stoeldistrict                | Hoofdplaats                  |
| ---------------------------- | ---------------------------- |
| Balassagyarmat               | Balassagyarmat               |
| Nógrád                       | Rétság                       |
| Szirák                       | Szirák                       |
| Szécsény                     | Szécsény                     |
| Fülek , het huidige Fiľakovo | Salgótarján                  |
| Losonc                       | Losonc , het huidige Lučenec |
| Gács                         | Gács, het huidige Halič      |
| Stadsdistrict                |                              |
| Losonc                       | Losonc , het huidige Lučenec |

Alle districten liggen tegenwoordig nog steeds in het comitaat Nógrád, op het deelgebied Losonc/ Lučenec, het huidige Lučenec , Gács / Halič, het huidige Halič en het grootste deel van Fülek , het huidige Fiľakovo na, deze liggen in het tegenwoordige Slowakije, de hoofdstad van het laatste gebied Salgótarján ligt nog steeds in Hongarije. De Hongaarse minderheid in Slowakije maakt nog steeds het grootste deel van de inwoners van het historische noordelijke deel van Nógrád uit.